# Şebnem Paker
Sebnem Paker, född 1977 i Istanbul, är en turkisk sångerska som deltog i Eurovision Song Contest 1996 med låten Besinci mevsim, vilken slutade på 12:e plats. Hon deltog även i Eurovision Song Contest 1997, då med låten Dinle som slutade på tredje plats.